# Candy Flip
I Candy Flip sono stati un gruppo inglese di musica elettronica e dance, legati alla cosiddetta scena Madchester di inizio anni Novanta. Sono noti soprattutto per la loro cover di Strawberry Fields Forever dei Beatles, che raggiunse la terza posizione nella classifica inglese.

## Storia
Il nome del gruppo derivava da un termine slang che si riferiva alla pratica di assumere ecstasy ed LSD contemporaneamente. La band fu formata nel 1990 da Danny Spencer (cantante, tastiere), Kelvin Andrews (tastiere) e Ric Peet (tastiere).
Pur non raggiungendo la fama di alcuni gruppi della scena Madchester, cui loro inevitabilmente si ispiravano, quali The Stone Roses e gli Happy Mondays, i Candy Flip riuscirono comunque a raggiungere il successo nel 1990 con una versione elettronica di Strawberry Fields Forever dei Beatles. Il singolo, che remixava il brano originale con un campionamento di batteria da Funky Drummer di James Brown, con l'overdubbing di un hi hat ed un forte riverbero, divenne un successo dapprima nella scena rave per poi conoscere il successo anche classifiche di musica pop, raggiungendo il 3º posto nel Regno Unito ed ottenendo comunque una discreta diffusione in altri Paesi europei ed in alcune radio minori statunitensi. Nell'estate del 1990 parteciparono anche al XXVII Festivalbar ed il loro brano fu incluso nella compilation della manifestazione.
Il lato B del primo singolo conteneva un'altra traccia elettronica, "Can You Feel The Love". Un secondo singolo conteneva invece un remix del brano principale, "Raspberry Ripple Remix", e sul lato B "Rhythim Of Love".
Nel 1991 i Candy Flip pubblicarono il loro primo album, Madstock... The Continuing Adventures of Bubble Car Fish, che combinava le atmosfere rave della scena Madchester con suoni synth pop dei Pet Shop Boys e dei Beloved. Dall'album furono estratti due ulteriori singoli: "Space", che non entrò in classifica, e "This Can Be Real", che andò leggermente meglio arrivando al 60º nel Regno Unito. Ciò nonostante, l'album ricevette critiche positive, cosa sorprendente per un gruppo considerato, come dicono gli inglesi, un one-hit wonder.
Nel 1992, con il declino della scena rave, i Candy Flip si sciolsero. La loro versione di Strawberry Fields Forever è comunque diventata un classico della rave ed è stata pubblicata nuovamente, remixata, nel 2005.
In seguito Peet divenne un produttore discografico ed un ingegnere del suono, lavorando con gruppi come The Charlatans ed i Six By Seven. Spencer invece entrò a far parte dei Sound 5.
Ultimamente, Spencer e Kelvin Andrews (con il nome di Soul Mekanik) hanno prodotto quattro canzoni dell'album Rudebox (2006) di Robbie Williams. Da allora, i Soul Mekanik hanno continuato a collaborare con Williams, venendo accreditato come 'Central Midfield' nel suo album Reality Killed The Video Star.

## Discografia

### Album
- 1990 – Madstock... The Continuing Adventures of Bubble Car Fish (Debut Records)

### Singoli
| Anno | Titolo                    | Classifica    | Album       |
| Anno | Titolo                    | US Alt. Songs | Album       |
| ---- | ------------------------- | ------------- | ----------- |
| 1990 | Strawberry Fields Forever | 11            | Madstock... |
| 1990 | Space                     | NA            | Madstock... |
| 1990 | This Can Be Real          | 18            | Madstock... |
| 1991 | Redhills Road             | 19            | Madstock... |